# Tetramerinx inermis
Tetramerinx inermis är en tvåvingeart som först beskrevs av Stein 1920.  Tetramerinx inermis ingår i släktet Tetramerinx och familjen husflugor.
Artens utbredningsområde är Oregon. Inga underarter finns listade i Catalogue of Life.